# Євпаторійські озера
Євпаторі́йські озе́ра — чотирнадцять солоних озер на узбережжі Чорного моря, поблизу міста Євпаторії. Найбільші — Кизил-Яр, Мойнацьке озеро, Ойбурзьке озеро, Сакське озеро, Сасик (Сасик-Сиваш). Виникли у результаті відокремлення від моря піщаними пересипами вузьких заток або балок.
Живлення переважно за рахунок морських фільтраційних вод, частково — підземними водами. Концентрація солей у воді досягає влітку 10–25 ‰, дещо нижча вона в озері Сасику (до 9 ‰). У зв'язку з високою концентрацією солей відбувається природне осідання кухонної солі (в деяких озерах — у спеціально обладнаних басейнах).
Дно озер вкрите товщею донних відкладень, до 12 метрів, переважно мулисті чорного кольору у верхньому шарі, нижче сірими та сталево-сірими, іноді з блакитним відтінком мулами. Чорні мули мають включення кристалів гіпсу, подекуди гіпс утворює кірку.
Вища водна рослинність розвивається лише на опріснених ділянках озер, у місцях виходу слабомінералізованих підземних вод, зокрема у північній частині озера Сасика та у східній частині озера Кизил-Яра.
Озера Сакське і Мойнацьке використовують для лікувальних потреб, однак останнім часом у Мойнацьклму озері знизилась концентрація лікувальної рапи у зв'язку з підтопленням озера ґрунтовими та паводковими водами. На озері Сасику розмило дамбу, що відділяє прісну частину озера від солоної.
|          |                 |                 |               |       |
| Кизил-Яр | Мойнацьке озеро | Ойбурзьке озеро | Сакське озеро | Сасик |